# Vidlákova Lhota
Vidlákova Lhota je část okresního města Benešov. Nachází se na severozápadě Benešova. Vidlákova Lhota leží v katastrálním území Úročnice o výměře 6,63 km². Vidlákova Lhota leží v těsné blízkosti Bukové Lhoty, obě vsi se prakticky prolínají v jeden celek. Mají i společný osadní výbor.

## Historie
První písemná zmínka o vesnici pochází z roku 1409. Vlastníkem vesnice byl v té době bohatý pražský měšťan Mikuláš z Egenberka. V roce 1654 připadla Vidlákova Lhota Pražské kapitule, roku 1718 ji koupil Ferdinand Schönpflug z Gamsenberku. V roce 1744 byla ves připojena ke Konopišťskému panství.
Za druhé světové války se ves stala součástí vojenského cvičiště Zbraní SS Benešov a její obyvatelé se museli 1. dubna 1943 vystěhovat.
V letech 1869–1950 byla vesnice součástí obce Bukovany, v letech 1961–1979 součástí obce Chlístov a od 1. ledna 1980 se stala součástí města Benešov.

## Obyvatelstvo
| Rok            | 1869 | 1880 | 1890 | 1900 | 1910 | 1921 | 1930 | 1950 | 1961 | 1970 | 1980 | 1991 | 2001 | 2011 | 2021 |
| -------------- | ---- | ---- | ---- | ---- | ---- | ---- | ---- | ---- | ---- | ---- | ---- | ---- | ---- | ---- | ---- |
| Počet obyvatel | 126  | 115  | 114  | 106  | 81   | 85   | 70   | 47   | 37   | 20   | 34   | 27   | 30   | 40   | 48   |
| Počet domů     | 11   | 9    | 9    | 9    | 9    | 10   | 10   | 9    | 7    | 7    | 8    | 12   | 12   | 16   | 16   |

## Pamětihodnosti
- Barokní zámeček z let 1723–1729, vystavěn Ferdinandem Schönpflugem, jednopatrová stavba s obdélníkovým půdorysem, mansardovou střechou a šestibokou věžičkou. Sloužil zejména jako zásobovací statek Konopišťského panství, v současnosti je veřejnosti nepřístupný.

## Galerie

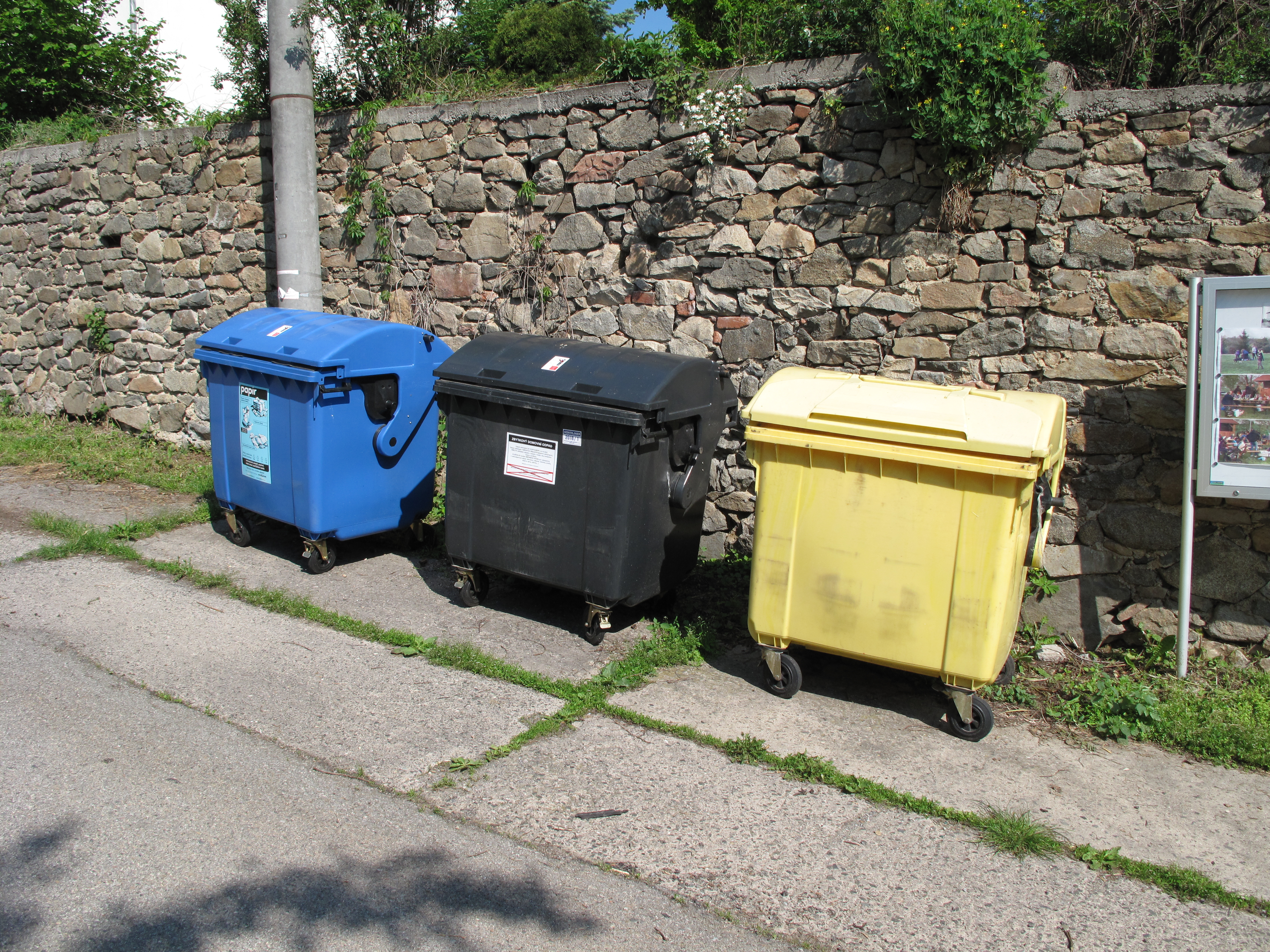
Kontejnery tříděného odpadu
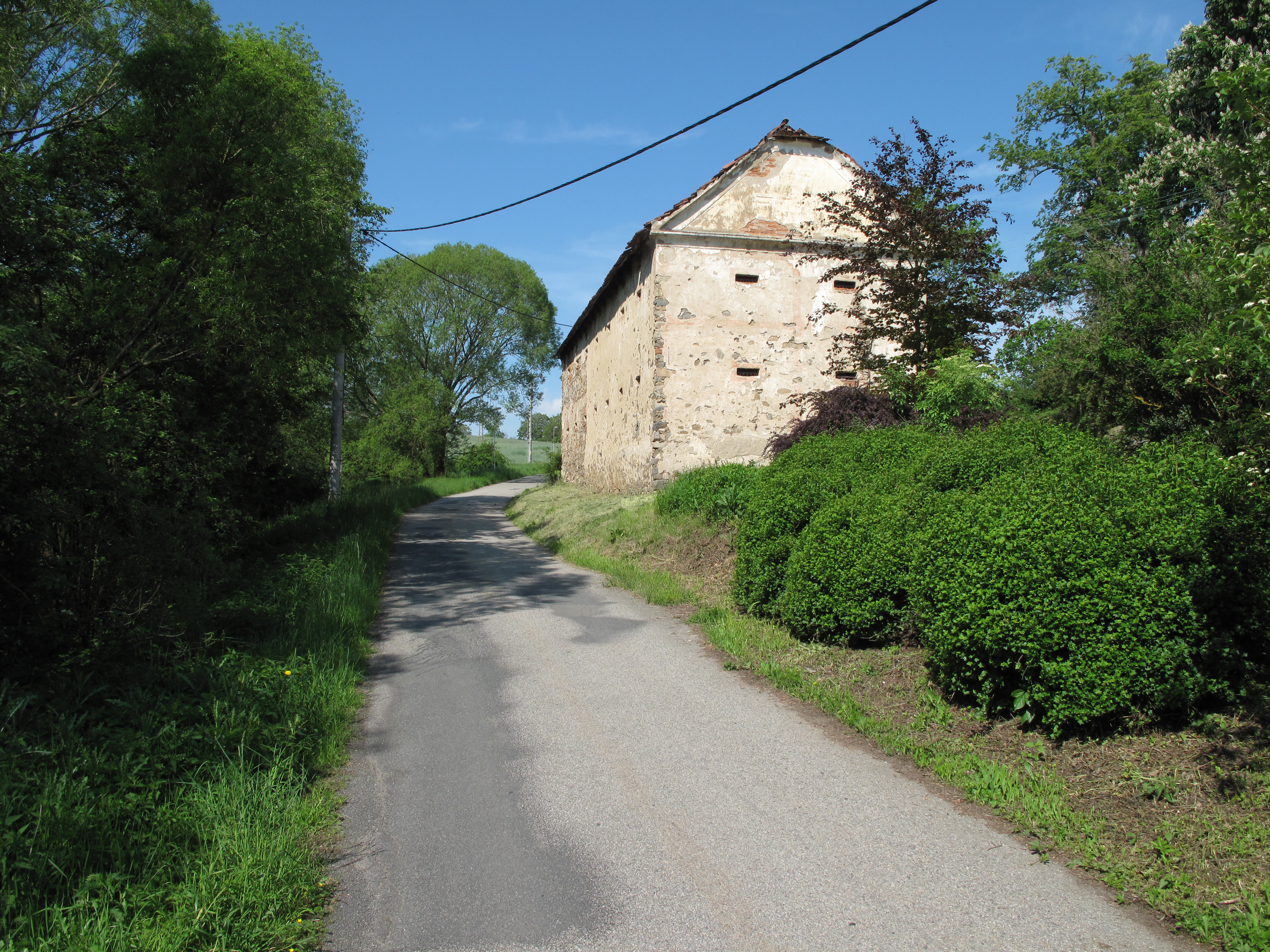
Historická sýpka
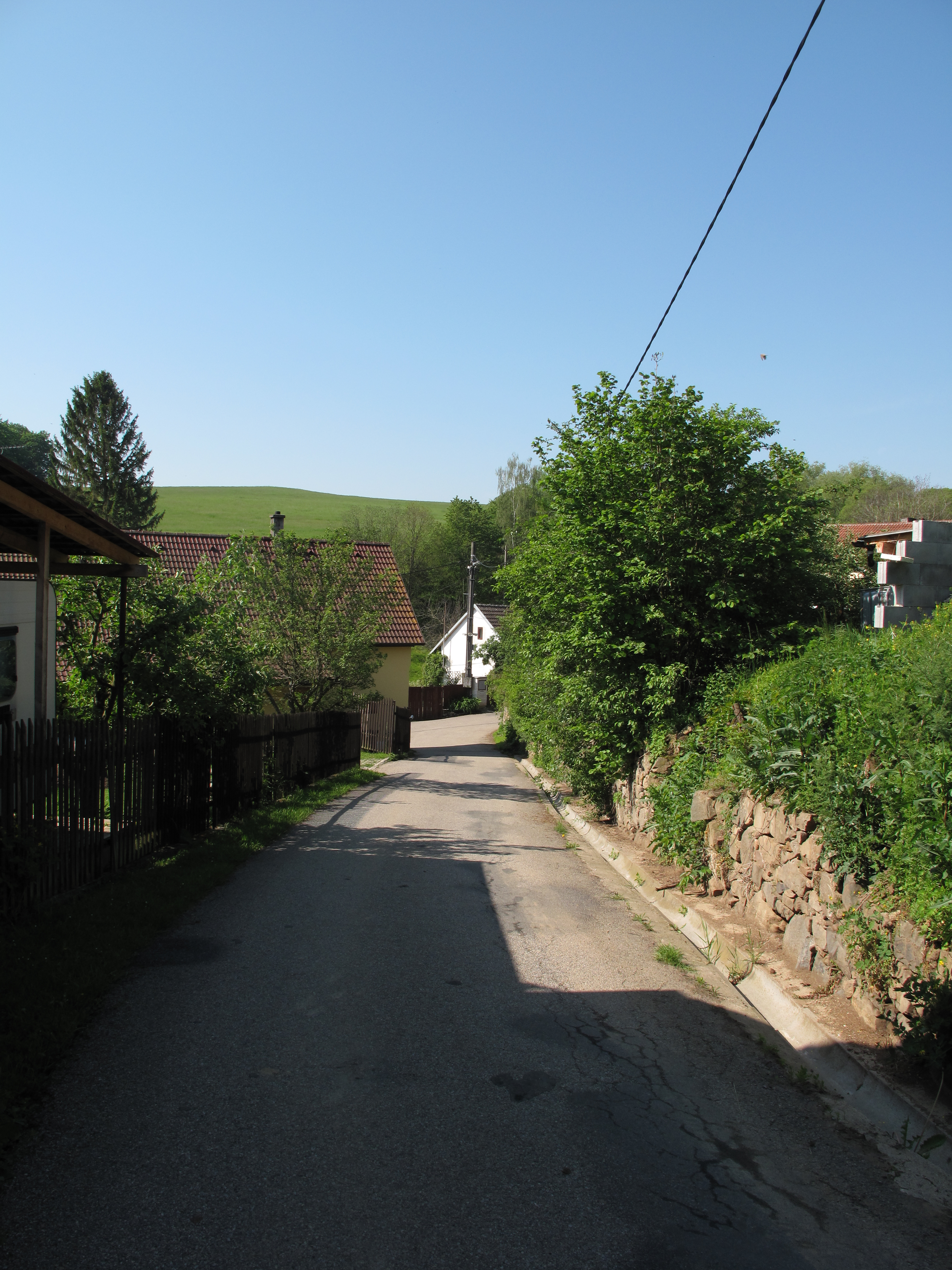
Ulice